# Atletisme als Jocs Olímpics d'estiu de 1904 - 2.590 metres obstacles homes
La prova dels 2.590 metres obstacles masculins va ser una de les proves disputades durant els Jocs Olímpics de Saint Louis de 1904. La prova es va disputar el 29 d'agost de 1904 i hi van prendre part 7 atletes de dues nacions diferents. Aquesta fou la primera i darrera vegada que es va córrer aquesta distància en uns Jocs Olímpics. Quatre anys abans s'havia corregut una distància similar, els 2.500 metres obstacles.

## Medallistes
| Or            | Plata     | Bronze        |
| Jim Lightbody | John Daly | Arthur Newton |

## Rècords
Aquests eren els rècords del món i olímpic (en segons) que hi havia abans de la celebració dels Jocs Olímpics de 1904.
| Rècord del Món | cap       | cap          | cap         | cap                  |
| Rècord Olímpic | 7:34.4(*) | George Orton | París (FRA) | 15 de juliol de 1900 |

(*) La distància d'aquesta cursa fou de 2.500 metres i l'estadi tenia una pista de 500 metres de circumferència.

## Resultats

### Final
La cursa fou guanyada per Jim Lightbody amb un segon per davant de l'immediat perseguidor. Es desconeix el temps de bona part dels participants, així com la posició exacte dels classificats entre la 5a i 7a posició.
| Posició | Atleta           | Temps      |
| ------- | ---------------- | ---------- |
| Or      | Jim Lightbody    | 7' 39,6"   |
| Plata   | John Daly        | 7' 40,6"   |
| Bronze  | Arthur Newton    | desconegut |
| 4       | William Verner   | desconegut |
| 5-7     | Harvey Cohn      | desconegut |
| 5-7     | David Munson     | desconegut |
| 5-7     | Richard Sandford | desconegut |